# 18 صفر
- السبت
- الأحد
- الاثنين
- الثلاثاء
- الأربعاء
- الخميس
- الجمعة

- 283 أغسطس 2024
- 294 أغسطس 2024
- 15 أغسطس 2024
- 26 أغسطس 2024
- 37 أغسطس 2024
- 48 أغسطس 2024
- 59 أغسطس 2024
- 610 أغسطس 2024
- 711 أغسطس 2024
- 812 أغسطس 2024
- 913 أغسطس 2024
- 1014 أغسطس 2024
- 1115 أغسطس 2024
- 1216 أغسطس 2024
- 1317 أغسطس 2024
- 1418 أغسطس 2024
- 1519 أغسطس 2024
- 1620 أغسطس 2024
- 1721 أغسطس 2024
- 1822 أغسطس 2024
- 1923 أغسطس 2024
- 2024 أغسطس 2024
- 2125 أغسطس 2024
- 2226 أغسطس 2024
- 2327 أغسطس 2024
- 2428 أغسطس 2024
- 2529 أغسطس 2024
- 2630 أغسطس 2024
- 2731 أغسطس 2024
- 281 سبتمبر 2024
- 292 سبتمبر 2024
- 303 سبتمبر 2024
- 14 سبتمبر 2024
- 25 سبتمبر 2024
- 36 سبتمبر 2024

18 صَفَر أو 18 صَفَر الخير أو 18 صَفَر المُظفَّر أو يوم 18 \ 2 (اليوم الثامن عشر من الشهر الثاني) هو اليوم الثامن والأربعين من أيَّام السنة وفق التقويم الهجري القمري (العربي). يبقى بعده 306 أو 307 أيَّام لانتهاء السنة.

## أحداث
- 658 هـ - سقوط دمشق في يد التتار بقيادة كتبغا أحد قادة هولاكو.
- 712 هـ - الخاقان المغولي محمد خدابنده أولجايتو يقوم بحملة عسكرية للاستيلاء على بلاد الشام.
- 929 هـ - فرسان القديس يوحنا يغادرون جزيرة رودس إلى إيطاليا بدعوة من البابا كليمنت السابع.
- 1220 هـ - محمد علي باشا يتولى حكم مصر، ويعتبر حكمه علامة محورية في تاريخها حيث قام بتحديثها بعد القضاء على المماليك.
- 1243 هـ - الأسطول المصري بقيادة إبراهيم باشا يصل إلى «ميناء نافارين» باليونان.
- 1284 هـ - السلطان العثماني عبد العزيز يقوم بجولة سياحية لعدد من الدولة الأوروبية استغرقت 46 يومًا، وتعد هذه الرحلة هي الوحيدة في التاريخ العثماني التي يزور فيها سلطان عثماني بلدًا أجنبيًا.
- 1300 هـ - الإنجليز ينفون الزعيم المصري أحمد عرابي إلى جزيرة سرنديب.
- 1302 هـ - الإمام محمد عبده يصل إلى تونس ويلتقي بعلماء جامع الزيتونة في رحلة استغرقت أربعين يومًا.
- 1311 هـ - الدولة العثمانية تستحدث وسام "حاندان آل عثمان"، وكان يمنح إلى كل أمير يصل سن البلوغ، ومنح هذا الوسام إلى عدد قليل من الحكام الأجانب.
- 1342 هـ - بداية الانتداب البريطاني على فلسطين.
- 1367 هـ -
  - رفع قضية كشمير موضع النزاع بين الهند وباكستان إلى هيئة الأمم المتحدة للفصل فيها.
  - عصابات الهاجاناه ترتكب مجزرة في حق سكان بلدة الشيخ (يطلق عليها الآن اسم تل غنان) بفلسطين، وتقتل فيها نحو 600 شخص، وجدت جثث غالبيتهم داخل منازل القرية.
- 1369 هـ - صدور قرار من الأمم المتحدة رقم 303 بإعادة تأكيد وضع القدس تحت نظام دولي دائم.
- 1380 هـ - تشاد تحصل على استقلالها التام عن فرنسا، وانتخاب فرانسوا تومبلباي رئيسًا للبلاد.
- 1386 هـ - ملك المغرب الحسن الثاني يقرر إعلان الأحكام العرفية وتعليق العمل بالدستور وذلك لمواجهه الاستياء الشعبي والاضطرابات السياسية التي تتعرض لها البلاد.
- 1402 هـ - إسرائيل تصدر قانونًا يقضي بضم هضبة الجولان للأراضي الإسرائيلية.
- 1409 هـ - محكمة العدل الدولية تصدر حكمًا بأحقية مصر في طابا.
- 1425 هـ - اتفاق لوقف إطلاق النار بين الحكومة السودانية واثنين من الحركات المتمردة في دارفور وذلك فيما عرف بنزاع دارفور.
- 1426 هـ - إصابة سبعة مقدسيين بعد الاعتداء عليهم بالضرب من قبل مستوطنين تدفقوا على البلدة القديمة في القدس بذريعة احتفالهم بعيد المساخر لدى اليهود.
- 1431 هـ - وكالة الفضاء الإيرانية تعلن عن الإطلاق الناجح لصاروخ على متنه حيوان حي وعودته إلى الأرض بسلام.
- 1435 هـ - الجيش السوداني يحرر 17 منطقة من قبضة المتمردين.
- 1436 هـ - مقتل الوزير الفلسطيني زياد أبو عين؛ إثر قمع القوات الإسرائيلية لمظاهرة بقرية ترمسعيا برام الله.
- 1441 هـ - انطلاق سلسلة من الاحتجاجات الشعبية في بيروت وعدة مدن لبنانية تُندّد بالفساد وتردي الواقع المعيشي وفشل الحكومة اللبنانية في حل المشاكل الاقتصادية، والمتظاهرون يطالبون برحيل الرئاسات الثلاث: الجمهورية والحكومية والنيابية.

## مواليد
- 1300 هـ - محمد جميل الشطي، عالم مسلم وقاضي وصوفي وشاعر سوري.
- 1313 هـ - عبد الرزاق السنهوري، فقيه دستوري وسياسي مصري.
- 1355 هـ - أحمد صدقي الدجاني، مفكر فلسطيني.
- 1366 هـ -
  - عفيف شيا، ممثل لبناني.
  - ميرفت بدوي، اقتصادية مصرية.
- 1382 هـ - سمير القنطار، مقاوم لبناني.
- 1391 هـ - هاني الطباخ، ممثل كويتي.
- 1396 هـ - جيهان عبد العظيم، ممثلة سورية.
- 1401 هـ - ياسة، ممثلة كويتية.
- 1402 هـ -
  - حسام غالي، لاعب كرة قدم مصري.
  - نجوى بيليزل، مغنية فرنسية من أصل مغربي.
- 1404 هـ - ناصر الشمراني، لاعب كرة قدم سعودي.
- 1410 هـ -
  - مبارك المانع، ممثل كويتي.
  - شذى جودت، ممثلة مصرية.

## وفيات
- 1324 هـ - عبد العزيز بن متعب بن عبد الله الرشيد، أمير حائل السادس.
- 1357 هـ - أحمد الإسكندري، عالم لغوي عربي.
- 1376 هـ - زيغود يوسف، مناضل جزائري في الثورة الجزائرية.
- 1377 هـ - سراج منير، ممثل مصري.
- 1414 هـ - عدنان مرعي، عسكري فلسطيني وأحد مؤسسي كتائب عز الدين القسام في شمال الضفة الغربية.
- 1429 هـ - أحمد عقل، ممثل مصري.
- 1431 هـ - محمد نايل، العميد الأسبق لكلية اللغة العربية بجامعة الأزهر، وأحد الرعيل الأول لجماعة الإخوان المسلمين.
- 1434 هـ - طارق المكي، رجل أعمال تونسي.
- 1436 هـ - زياد أبو عين، وزير فلسطيني.

## وصلات خارجية
- صحيفة اليوم: حدث في مثل هذا اليوم.
- موقع قصة الإسلام: حدث في شهر صفر.